# Ernest Adalbert von Harrach
Ernest Adalbert von Harrach (Viena, 25 de outubro de 1598 - Viena, 25 de outubro de 1667) foi um cardeal do século XVII

## Biografia
Nasceu em Viena em 25 de outubro de 1598. Segundo filho do conde Karl von Harrach e Maria Elisabeth von Schrattenbach. Seu nome em tcheco é Arnošt Vojtěch hrabě z Harrachu.
Educado por Nikolaus Walther; recebeu as ordens menores em Viena em 8 de junho de 1615; admitido no Collegio Teutonico , Roma, 8 de novembro de 1616; escreveu seu Symbulecticon seu consultatio virtutum e o dedicou ao cardeal Scipione Borghese; ele deixou o Collegio em 1621 e entrou na corte papal..
Como segundo filho, foi destinado pela família à carreira eclesiástica. Cânone do capítulo da catedral de Olomouc. Como era de praxe, fez uma viagem de instrução ao exterior, junto com seu educador; chegou a Roma no final de 1616. Membro da irmandade mariana de S. Apollinare. Camareiro particular do Papa Gregório XV, 1621..
Ordenado em 1621. Reitor de Soliensis , arquidiocese de Salzburgo. Cônego e prebendário de Passau..
Eleito arcebispo de Praga, com dispensa por ainda não ter atingido a maioridade canônica, em 9 de janeiro de 1623. Consagrado domingo, 22 de janeiro de 1623, capela Sistina, Roma, pelo cardeal Marco Antonio Gozzadini, coadjuvado por Alessandro Bosco, bispo de Gerace, e por Carlo Bovi, bispo de Bagnorea. Na mesma cerimônia foram consagrados Ottaviano Garzadori, bispo de Boiano; Ovidio Lupari, bispo de Teabo; e Celemente Confetti, bispo titular de Tiberíade. Grão-mestre da Ordo Militaris Crucigerorum cum stella rubea de 1623 até sua morte..
Criado cardeal sacerdote no consistório de 19 de janeiro de 1626. Recebeu o título de primaz do reino da Boêmia, em 1626. O Papa Urbano VIII deu a ele e a seus sucessores o título de primaz da Boêmia, em 10 de maio de 1627. Coroada imperatriz Leonor Gonzaga, seniore , esposa do imperador Fernando II, 1627. Recebeu o chapéu vermelho e o título de S. Maria degli Angeli, 7 de junho de 1632. Coroada imperatriz Marie-Anne, primeira esposa do imperador Fernando III, 1637. Conselheira particular do imperador Fernando III, 1637. Grão-mestre da ordem da Cruz e da Estrela Vermelha na Boêmia, Silésia e Polônia. Chanceler da Universidade de Praga. Co-protetor dos estados hereditários do imperador. Optou pelo título de S. Prassede, a 13 de julho de 1644. Participou no conclave de 1644, que elegeu o Papa Inocêncio X. Preso em seu palácio pelo Coronel Kannenberg quando os suecos ocuparam um setor de Praga; perdeu naquela ocasião parte de sua riqueza e deveu sua liberdade ao cardeal Jules Mazarin, que intercedeu por ele perante a rainha Cristina, com quinze mil écus e uma carta escrita por ele prometendo não se vingar. Coroado Fernando IV, Rei dos Romanos, 1646. Em 29 de outubro de 1648, abençoou o casamento do rei Felipe IV de Espanha com Maria-Anne, filha de Fernando III, e acompanhou a nova rainha, em nome do imperador, até a fronteira com a Itália. Coroada imperatriz Leonor de Gonzaga-Nevers, terceira esposa do imperador Fernando III, 1651. Em 4 de março de 1654, participou do ato solene em que as duas academias de Praga, a Clementina, dos jesuítas, e a Caroline, fundada pelo imperador Carlos IV, uniram-se em uma única instituição com o nome de Universidade de Karel-Ferdinand da qual o padre jesuíta Molitor foi o primeiro reitor. Participou do conclave de 1655, que elegeu o papa Alexandre VII. Coroado Leopoldo e Eleonore de Gonzaga, iuniore, terceira esposa de Fernando II, como rei e rainha da Boêmia, 1655. Coroado Leopoldo I, rei dos romanos, 1656. Por breve apostólico, o cabido da catedral de Trento recebeu permissão para nomeá-lo e reter ambas as sés, 11 de setembro de 1663. Preconizado bispo de Trento, mantendo a administração de Praga, 11 de novembro de 1666. Participou do conclave de 1667, que elegeu o Papa Clemente IX. Optou pelo título de S. Lorenzo em Lucina, 18 de julho de 1667. Cardeal protoprete ..
Morreu em Viena em 25 de outubro de 1667, ao retornar do conclave. A notícia de sua morte chegou a Roma em 7 de novembro de 1667. Enterrado na cripta da família em Augustinerhofkirche, Viena..